# Aarhus Billedkunstcenter
Aarhus Billedkunstcenter (AaBKC) er et fagligt mødested for billedkunstnere i Aarhus og Region Midtjylland. 
Centerets funktion er at give rådgivning, skabe mulighed for kompetenceudvikling, give sparring på projekter og bidrage til netværksdannelse og 
samarbejde på tværs af fagligheder og erfaringer. 
Centrets mål er at styrke arbejdsvilkårene for lokale billedkunstnere, erfarne såvel som nyetablerede, og være med til at udvikle det lokale kunstmiljø i samarbejde med kunstnere, institutioner, erhvervsliv og i 
internationale netværk.
AaBKC har kontor på Godsbanen i Aarhus, et kulturproduktionscenter, hvor en lang række kulturaktører 
inden for blandt andet billedkunst, litteratur og scenekunst holder til.

## Eksterne kilder og henvisninger
- aabkc.dk